# 라이덴 (시리즈)
《라이덴》(雷電, Raiden)은 세이부 카이하츠사의 진행형 슈팅 아케이드 게임 시리즈로, 처음에는 일본의 전자 오락식에서 즐길 수 있었고 나중에는 Fabtek과 기타 아케이드 게임 제조업체들에 의해 다른 국가들에 배급되었다.
이 게임의 첫 시리지는 라이덴이었다. 더 라이덴 프로젝트로서 플레이스테이션용으로 포팅되었고, 이후 아미가, 아타리 재규어, PC 엔진(HuCard, Super CD-ROM² 포맷. 후자의 경우 슈퍼 라이덴/Super Raiden이라는 제목으로 출시됨), 아타리 링크스, 슈퍼 패미컴, PC, 메가 드라이브/제네시스, 휴대 전화 등으로 이식되었다.
세이부 카이하츠는 라이덴 게임들과 관련 스핀오프를 1990년부터 1998년까지 개발하였다. 라이덴의 라이선스는 나중에 MOSS에 의해 인수되었다.

## 출시된 게임

### 메인 시리즈
- 라이덴 (1990)
- 라이덴 II (1993)
- 라이덴 DX (1994)
- 라이덴 III (2005)
- 라이덴 IV (2007)
- 라이덴 V (2016)[1]
- 라이덴 VI (TBA)

### 스핀오프
- Viper Phase 1 (1995)
- 라이덴 파이터즈 (1996)
- 라이덴 파이터즈 2 (1997)
- 라이덴 파이터즈 제트 (1998)

### 컴필레이션
- 더 라이덴 프로젝트 (1995)
- 라이덴 파이터즈 에이스 (2008)